# ГЕС Орлю
ГЕС Орлю (фр. Orlu) — гідроелектростанція на півдні Франції. Використовує ресурс із сточища річки Oriège (права притока Ар'єж, яка, своєю чергою, є правою притокою Гаронни), що дренує північний схил Піренеїв неподалік кордону з Андоррою.
Для накопичення ресурсу на річці Ruisseau-d'Eychouze (ліва притока Oriège) спорудили водосховище Naguilhes з об'ємом 43 млн м3. Його утримує бетонна аркова гребля висотою 61 метр, довжиною 151 метр та товщиною від 2 до 8 метрів, на спорудження якої пішло 26 тис. м3 матеріалу. Окрім прямого стоку, сюди надходить ресурс зі сходу, зі сховища l'Etang-d'en-Beys у верхів'ї Oriège.
Вода подається до машинного залу, розташованого біля впадіння Ruisseau-d'Eychouze в Oriège, через дериваційний тунель, при цьому забезпечується напір у 958 метрів. Основне обладнання станції становлять дві турбіни типу Пелтон загальною потужністю 89 МВт, які виробляють до 185 млн кВт·год електроенергії на рік.
Відпрацьована вода відводиться в Oriège.